# 화협옹주
화협옹주(和協翁主, 1733년 음력 3월 7일 ~ 1752년 음력 11월 27일)는 조선의 왕족이며 영조의 일곱째 딸로, 어머니는 영빈 이씨이다.

## 생애

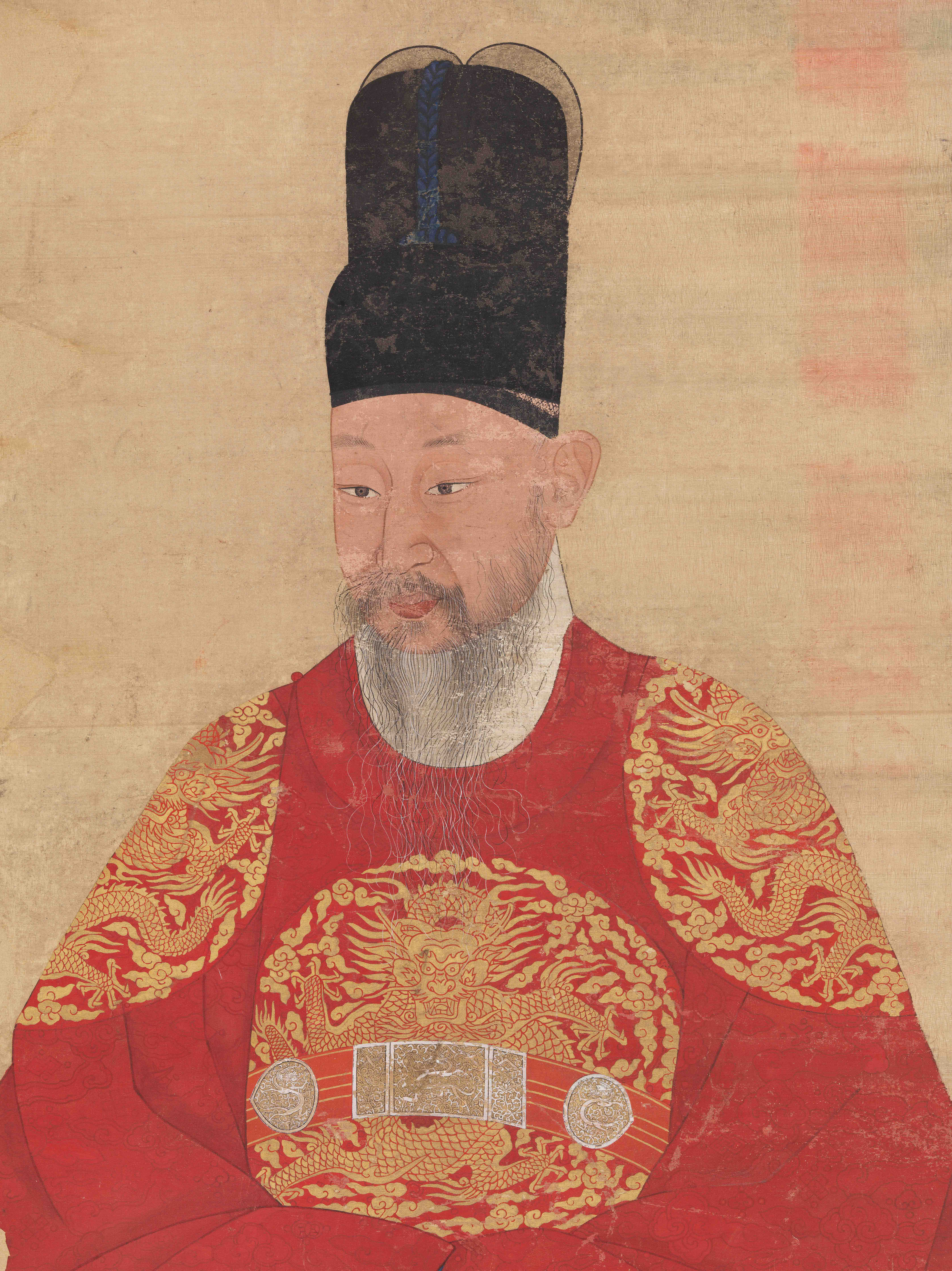
화협옹주의 아버지 영조의 어진

### 출생과 혼인
1733년(영조 9년) 3월 7일, 영조(英祖)와 영빈 이씨(暎嬪 李氏)의 다섯째 딸로 태어났다. 당시 영빈 이씨가 옹주만 연이어 4명을 낳아 아들이 태어나길 고대했으나 또 옹주가 태어나 영조가 후사를 근심하였다.
 
약방(藥房)과 영상(領相)·우상(右相)이 청대(請對)하여 입시(入侍)하였다.
이때 영빈 이씨(暎嬪 李氏)가 연달아 네 명의 옹주를 출산했고 또 임신했으므로
남아(男兒)를 출산하는 경사가 있기를 상하가 기축(企祝)하였으나,
어제 또 옹주(화협옹주)를 출산하였다.
대신들이 임금께서 실망하여 지나치게 염려할까 두려워하여 각기 위로와 면려의 말을 진달하였다.
송인명(宋寅明)이 고매(高禖, 아들을 낳게 한다는 신(神))에게 빌고
명산(名山)에 기도하는 등의 일을 앙주(仰奏)하니,
임금이 이르기를,
"내가 어찌 이 일 때문에 침식(寢食)을 제대로 하지 못하는 지경에 이르겠는가?
다만 삼종(三宗, 효종 · 현종 · 숙종)의 혈맥을 생각하느라 마음이 평상시와 같지 못한 것뿐이다."
하였다.
 — 《영조실록》 33권,
영조 9년(1733년 청 옹정(雍正) 11년) 3월 8일 (기축)
1739년(영조 15년), 화협옹주(和協翁主)로 봉해졌다.
1743년(영조 19년), 영의정을 지낸 신만(申晩)의 아들인 영성위(永城尉) 신광수(申光綏)와 혼인하였다. 옹주가 혼례를 올린 시기에는 마침 가뭄이 닥쳤기 때문에 영조는 혼례를 미루려 하였으나 신하들의 간언으로 검소하게 치렀다.

### 옹주 시절
혜경궁 홍씨의 《한중록》에 의하면 영조에게 줄곧 딸만 태어났던 탓에 사랑을 받지 못했다고 기록되어 있다. 평소 영조는 친림을 하면 반드시 사도세자에게 들러 "밥 먹었느냐?"고 물은 후, 대답을 받으면 자신의 귀를 씻고 돌아갔는데, 귀를 씻은 물을 화협옹주의 집이 있는 쪽으로 버렸다고 한다.
이를 두고 사도세자는 화협옹주를 대할 때마다 "우리 남매는 씻는 자비로구나!"라며 웃었다고 한다. 옹주의 남편인 신광수마저도 영조에게 미움을 받았다고 한다.

### 사망
1752년(영조 28년) 11월 27일 사망하였다. 옹주가 사망한 이후에도 영조는 화협옹주방의 빚을 갚아주고, 옹주의 기일에 저택에 친림하였다. 화협옹주의 묘는 양주 금곡면(경기도 남양주시 삼패동)에 묻혔다가 1776년(영조 52년) 이장하였는데, 이때 영조는 예문관에 명하여 화협옹주의 제문을 짓게 하였다.

### 무덤 발굴
2016년, 남양주시와 고려문화재연구원에 의해 화협옹주 부부의 이장하기 전 최초의 매장지가 발굴되었는데, 영조가 직접 작성한 394자의 화협옹주 친필 묘지석과 옹주의 화장품, 거울, 빗, 청화백자합등 관련 유물들이 발굴되었다.
| “ | 비록 궐내가 평탄치 못한 때에 처하였지만, 어려서부터 장성할 때까지 담박하고도 고요하며 조금도 간여하는 바가 없었으니 마치 듣지 못한 듯이, 보지 못한 듯 한 것이 곧 화협의 성품이었다. (중략) 한 줄 기록하는데 눈물 열 줄기가 흘러내린다. 아 슬프구나, 아, 슬프구나! | ” |
|   | — 《어제화협옹주묘지(御製和協翁主墓誌)》, 영조 지음 |   |

## 화협옹주 묘지명
영조는 화협옹주의 묘지명을 직접 지었는데, 국왕이 옹주의 묘지명을 지은 첫번째 사례이다. 이후 영조는 사도세자와 영빈 이씨의 묘지명도 직접 지었다.
《어제화협옹주묘지(御製和協翁主墓誌)》

일곱째 딸인 화협은 영빈 이씨(暎嬪 李氏)가 낳았다.
계축년(1733년) 3월 7일 대궐에서 태어났다.
기미년(1743년) 옹주로 봉하여 열한 살에 영성위(永成尉) 신광수(申光綏)에게 시집을 가니
이는 곧 판서 신만(申晩)의 아들이다.
정묘년(1747년) 가을 7월 출합(出閤)하였으며, 임신년(1752년) 11월 27일, 대사동(大寺洞) 집에서 서거하였다.
기품이 침착하고 맑았으며 어버이 모시기를 정성으로하고 시아버지 모시기를 한결같이 하였다.
비록 궐내가 평탄지 못한 데에 처하여서도,
어려서부터 장성할 때까지 담박하고도 고요하여 조금도 간여하는 바가 없었다.
마치 듣지 못한 듯이 보지 못한 듯이 한 것이 곧 화협의 성품이었다.
그렇지 않았더라면 어찌 아랫사람을 거느리고 어찌 뭇사람들을 다스릴 수 있었겠는가?
아! 당시 나를 위했던 정성을 비록 다 기록할 수는 없으나, 작년 겨울 25일 특별히 화협을 보러 간 일이 있었다.
내가 온다는 소식을 듣고 좌우에 음식을 갖추어 나를 대접하라고 명하고는 시자(侍者)를 보내 내가 왔는지 물었다.
아! 그때 이처럼 한 것은 평소 나를 위한 마음에서 비롯된 것이다.
아! 그날 일을 마치자 화협은 마치 임종을 기다리는 듯하여 기운이 갑자기 어지러워하며 감당하지 못하였다.
탄식하여 스스로 말하기를 "아마도 나를 속이는 것이로다. 아마도 나를 속이는 것이로다"라고 하고는,
딸을 보러 들어가서 "나는 지금 입궐하겠노라. 나는 지금 입궐하겠노라"라고 하였다.
이처럼 세 번을 하였는데도 적막하고 잠잠할 뿐 아무런 응답이 없기에 눈물을 흘리며 돌아왔다.
다음 날 아침에 어의에게 전해 들으니, 그 후 깨어나 시자에게 말하기를
"어찌 나를 깨워 편히 돌아가셨는지 어쭙도록 하지 않았는가?"라고 하였다 한다.
이 말을 듣고 나도 모르게 눈물이 얼굴을 뒤덮었으며,
부음이 도착했을 때에는 이미 일을 되돌릴 수 없게 되었다.
아! 이 안타까운 마음을 어찌 기록하겠는가.
이듬해 정월 22일 양주 금곡면 경향원(庚向原)에 묻었는데, 그 자손을 어찌 차마 기록하겠는가.
더욱 깊이 슬픈 일은, 신씨 집안에 갓난아기만이 있어 곧장 후사를 세우지 않는다는 것이다.
심사가 삭막하여 비록 자세히 기록하지 못하나 몇몇 문구를 나란히 하여 그 영혼을 위로하고자 한다.
한 줄 기록하는데 눈물 열 줄기가 흘러내린다.
아, 슬프구나, 아, 슬프구나!

## 가족 관계
| - 아버지 : 영조(英祖, 1694~1776) - 어머니 : 영빈 이씨(暎嬪 李氏, 1696 1764) - 언니 : 화평옹주(和平翁主, 1727~1748) - 언니 : 이옹주(二翁主, 1728~1731) - 언니 : 삼옹주(三翁主, 1729~1731) - 언니 : 사옹주(四翁主, 1732~1736) - 동생 : 사도세자(思悼世子, 1735~1762) - 동생 : 화완옹주(和緩翁主, 1738~1808) | - 남편 : 영성위(永城尉) 신광수(申光綏, 1731~1775) - 양자 : 신재선(申在善, 1753~1810) |

## 같이 보기
- 영조
- 영빈 이씨
- 사도세자
- 한중록

### 내용주
1. ↑  당시 귀를 씻는다는 건 기분이 나쁘다는 의미였다.
2. ↑  씻기 전 준비 과정

### 참조주
1. ↑  《영조실록》 33권, 영조 9년(1733년 청 옹정(雍正) 11년) 3월 8일 (기축)
영상 · 우상 등이 영빈 이씨가 남아를 출산하도록 기도하는 일을 앙주하다
2. ↑  《승정원일기》 883책 (탈초본 48책) 영조 15년(1739년 청 건륭(乾隆) 4년) 1월 4일 (신해)
○ 傳于鄭必寧曰, 翁主爲和協翁主。
정필녕(鄭必寧)에게 전교하기를, 옹주를 화협옹주(和協翁主)로 삼으라고 하였다.
3. ↑  《영조실록》 57권, 영조 19년(1743년 청 건륭(乾隆) 8년) 윤4월 28일 (신사)
화협옹주의 혼인을 기일에 거행하되 절약하게 하다
4. ↑  혜경궁 홍씨 (2003년 11월 1일). 《내 붓을 들어 한의 세월을 적는다, 한중록》. 서해문집. 112~115쪽. ISBN 89-7483-193-7.
5. ↑  《영조실록》 78권, 영조 28년 11월 27일(1752년 청 건륭(乾隆) 17년) (갑신)
화협옹주가 죽다
화협옹주가 죽었다.

임금이 옹주의 집에 가려고 하는데 날이 아직 밝지 않았다. 승지 이지억 등을 소견하고 귀양간 신사건(申思建)을 방면하며 화유옹주(和柔翁主)의 길례(吉禮)를 중지하라고 명하였다.

약방 도제조 김약로 등이 청대하니, 임금이 소견하였다. 김약로 등이 성체(聖體)가 좋지 않은 것을 생각하여 잠시 동안 옹주의 집에 간다는 명을 취소할 것을 청하니, 임금이 따르지 않았다.

김약로가 말하기를,

"지난해 화평옹주(和平翁主)의 상이 있었을 때 전하께서 적지 않게 몸에 손상을 입었으므로 신은 지금까지 매우 한스러워하고 있습니다."

하니, 임금이 큰소리로 말하기를,

"내 몸이 손상을 받은 것은 조정 신하들의 당론(黨論)으로 말미암은 것인데, 어찌 딸이 죽어 곡(哭)한 것에 연관시키는가?"

하자, 김약로가 속담으로 비위를 맞추며 사과하였다.

임금이 옹주의 집에 들려 날이 저물어 가는데도 어가를 돌리겠다는 명을 내리지 않았다. 그러자 부교리 채제공이 차자를 올리고 내국에서도 궁으로 돌아갈 것을 청하니, 임금이 따랐다.
6. ↑  《영조실록》 127권, 영조 52년(1776년 청 건륭(乾隆) 41년) 1월 12일 (갑신)
화협옹주의 천장일에 사용할 제문을 지어 바치도록 명하다
7. ↑  박상현 기자. “사도세자 친누나 화협옹주 묘 남양주서 확인”. 연합뉴스. 2021년 5월 2일에 확인함.